# Still the Same... Great Rock Classics of Our Time
Still the Same... Great Rock Classics of Our Time é o vigésimo quarto álbum de estúdio do cantor Rod Stewart, lançado a 10 de Outubro de 2006.
O disco foi certificado Platina no Canadá, por vendas superiores a 100 mil cópias.

## Lista de faixas
1. "Have You Ever Seen The Rain?" (John Fogerty) - 3:12
2. "Fooled Around and Fell in Love" (Elvin Bishop) -3:48
3. "I'll Stand by You" (Chrissie Hynde, Thomas Kelly, William Steinberg) - 4:29
4. "Still the Same" (Bob Seger) - 3:38
5. "It's a Heartache" (Ronnie Scott, Steve Wolfe) -3:32
6. "Day After Day" (Pete Ham) - 3:07
7. "Missing You" (Mark Leonard, Charles Sandford, John Waite) - 4:18
8. "Father and Son" (Yusuf Islam) - 3:36
9. "The Best of My Love" (Don Henley, Glenn Frey, J. D. Souther) - 3:44
10. "If Not for You" (Bob Dylan) - 3:36
11. "Love Hurts" (Boudleaux Bryant) - 3:47
12. "Everything I Own" (David Gates) - 3:06
13. "Crazy Love" (Van Morrison) - 2:42
14. "Lay Down Sally" (Faixa bónus na versão Inglesa) (Eric Clapton, Marcy Levy, George Terry) - 4:00

## Paradas e posições
| País/Parada (2006)                    | Melhor posição |
| ------------------------------------- | -------------- |
| Austrália (ARIA)                      | 16             |
| Áustria (Ö3 Austria Top 40)           | 11             |
| Bélgica (Ultratop Flandres)           | 22             |
| Bélgica (Ultratop Valônia)            | 9              |
| Canadá (Billboard)                    | 1              |
| Países Baixos (Dutch Charts)          | 51             |
| França (SNEP)                         | 17             |
| Alemanha (Offizielle Deutsche Charts) | 8              |
| Irlanda (IRMA)                        | 21             |
| Nova Zelândia (RMNZ)                  | 1              |
| Polónia (ZPAV)                        | 15             |
| Portugal (AFP)                        | 28             |
| Espanha (PROMUSICAE)                  | 7              |
| Suécia (Sverigetopplistan)            | 5              |
| Suíça (Schweizer Hitparade)           | 19             |
| Reino Unido (Official Albums Chart)   | 4              |
| Estados Unidos (Billboard 200)        | 1              |